# Marc Houalla
Marc Houalla, (n. Rueil-Malmaison, Francia, 10 de febrero de 1961) es un servidor público francés. Desde el 28 de noviembre de 2008, hasta octubre de 2017, es director general de la École nationale de l'aviation civile.
Desde febrero de 2018, es CEO del Aeropuerto de París-Charles de Gaulle.

## Biografía
Graduado del ENAC (IENAC L82) y titular de un MBA de HEC Paris (1990), comenzó su carrera en 1985 como ingeniero en el departamento de aviación civil de Canadá.
En 1987 se convirtió en jefe de proyecto en el servicio técnico de navegación aérea en París en 1992 y luego jefe de los departamentos técnicos y financieros del Service d'exploitation de la formation aéronautique en París y Muret. Durante el mismo período, también fue profesor de control de gestión en ESCP Europe y HEC París.
En 1996, se incorporó a SOFREAVIA como consultor económico y financiero. Dos años más tarde, regresó a la DGAC como director de operaciones en Toulouse.
De 2003 a 2006 fue director del Aeropuerto de Marsella-Provenza. En 2006, se convirtió en director de SEFA antes de ser nombrado como rector de la École nationale de l'aviation civile.
De noviembre de 2017 a febrero de 2018, fue nombrado CEO del Aeropuerto de París-Orly y Presidente Honorario de la Asociación de los alumnos de la École nationale de l'aviation civile. Desde febrero de 2018, es el CEO del Aeropuerto de París-Charles de Gaulle
Desde septiembre de 2013, Marc Houalla es Caballero del Orden Nacional del Mérito.
Desde marzo de 2018, es Presidente de la Asociación de los alumnos de la École nationale de l'aviation civile.

## Publicaciones
- Académie nationale de l'air et de l'espace y Lucien Robineau, Les français du ciel, dictionnaire historique, Le Cherche midi, junio de 2005, 782 p. (ISBN 2-7491-0415-7)